# Рудник Діп-Соуз
Рудник Діп-Соуз – гірничодобувний майданчик на заході Австралії.
В 2004 – 2005 роках розробку золоторудного родовища Соуз-Діп вела компанія Sons of Gwalia (передусім відома як власник великого рудника Гвалія), що змогла вилучити біля 0,3 млн тонн руди з середнім вмістом золота 2,6 грама на тонну. 
У середині 2000-х Sons of Gwalia збанкрутувала, а права на Соуз-Діп викупила компанія Saracen Mineral Holdings, що в 2013-му відновила розробку. Станом на кінець 2017-го накопичений видобуток досягнув 8,4 тонни золота, а залишкові запаси оцінювались у 217 тисяч тонн руди та 1,2 тонни золота. Станом на 2020 рік копальня продовжувала діяльність і вилучила з січня по вересень 0,3 тонни золота.
Первісно розробка велась відкритим способом, при цьому станом на 2015 рік глибина кар’єру досягнула 60 метрів. В 2016-му Saracen Mineral перейшла до підземної розробки через портал у кар’єрі. Можливо також відзначити, що Saracen Mineral відправляє руду зі своїх копалень на фабрику з вилучення золота рудника Карус-Дам.